# Arondismentele Parisului
Arondismentele Parisului sunt diviziuni ale capitalei Franței. Orașul Paris este împărțit în douăzeci de arondismente municipale administrative, numite mai simplu arondismente (în franceză arrondissements, pronunțat [aʁɔ̃dismɑ̃]). Acestea nu trebuie confundate cu arondismentele departamentale, care împart cele o sută de departamente franceze. Cuvântul „arondisment”, atunci când se aplică pentru Paris, se referă aproape întotdeauna la arondismente municipale enumerate mai jos. Numărul arondismentului este indicat de ultimele două cifre aflate în codurile poștale pariziene (75001 până la 75020).

## Descriere
Cele douăzeci de arondismente sunt aranjate în sensul acelor de ceasornic, începând din mijlocul orașului, primul aflându-se pe malul drept (malul de nord) al Senei. 
Lista de mai jos indică malul drept (D) sau malul stâng (S) al Senei (insulele Île de la Cité și Île Saint-Louis fiind așezate în arondismentul 4 și parțial, în 1):
| Arondisment | Nume                | Suprafață (în km²) | Populație (martie 1999) | Populație (estimare iulie 2005) | Densitate (2005) (loc/km²) | Vârf de populație |
| ----------- | ------------------- | ------------------ | ----------------------- | ------------------------------- | -------------------------- | ----------------- |
| 1 D         | Louvre              | 1.826              | 16,888                  | 17,700                          | 9,693                      | before 1861       |
| 2 D         | Bourse              | 0.992              | 19,585                  | 20,700                          | 20,867                     | before 1861       |
| 3 D         | Temple              | 1.171              | 34,248                  | 35,100                          | 29,974                     | before 1861       |
| 4 D         | Hôtel-de-Ville      | 1.601              | 30,675                  | 28,600                          | 17,864                     | before 1861       |
| 5 S         | Panthéon            | 2.541              | 58,849                  | 60,600                          | 23,849                     | 1911              |
| 6 S         | Luxembourg          | 2.154              | 44,919                  | 45,200                          | 20,984                     | 1911              |
| 7 S         | Palais-Bourbon      | 4.088              | 56,985                  | 55,400                          | 13,552                     | 1926              |
| 8 D         | Élysée              | 3.881              | 39,314                  | 38,700                          | 9,972                      | 1891              |
| 9 D         | Opéra               | 2.179              | 55,838                  | 58,500                          | 26,847                     | 1901              |
| 10 D        | Enclos-St-Laurent   | 2.892              | 89,612                  | 88,800                          | 30,705                     | 1881              |
| 11 D        | Popincourt          | 3.666              | 149,102                 | 152,500                         | 41,598                     | 1911              |
| 12 D        | Reuilly             | 16.324¹ 6.377²     | 136,591                 | 138,300                         | 21,687²                    | 1962              |
| 13 S        | Gobelins            | 7.146              | 171,533                 | 181,300                         | 25,371                     | 20055             |
| 14 S        | Observatoire        | 5.621              | 132,844                 | 134,700                         | 23,964                     | 1954              |
| 15 S        | Vaugirard           | 8.502              | 225,362                 | 232,400                         | 27,335                     | 1962              |
| 16 D        | Passy               | 16.305³ 7.8464     | 161,773                 | 149,500                         | 19,0544                    | 1962              |
| 17 D        | Batignolles-Monceau | 5.669              | 160,860                 | 160,300                         | 28,277                     | 1954              |
| 18 D        | Butte-Montmartre    | 6.005              | 184,586                 | 188,700                         | 31,424                     | 1931              |
| 19 D        | Buttes-Chaumont     | 6.786              | 172,730                 | 187,200                         | 27,586                     | 20055             |
| 20 D        | Ménilmontant        | 5.984              | 182,952                 | 191,800                         | 32,052                     | 1936              |

Note:

1. Cu Bois de Vincennes

2. Fără Bois de Vincennes

3. Cu Bois de Boulogne

4. Fără Bois de Boulogne

5. 2005 este anul de estimare oficială cea mai recent; populația din aceste arondismentele poate fi în continuare în creștere.

Fiecare arondisment administrativ este divizat în patru cartiere. Paris are astfel optzeci de cartiere administrative, fiecare conținând o secție de poliție. Pentru un tabel cu numele celor optzeci de cartiere, vezi .

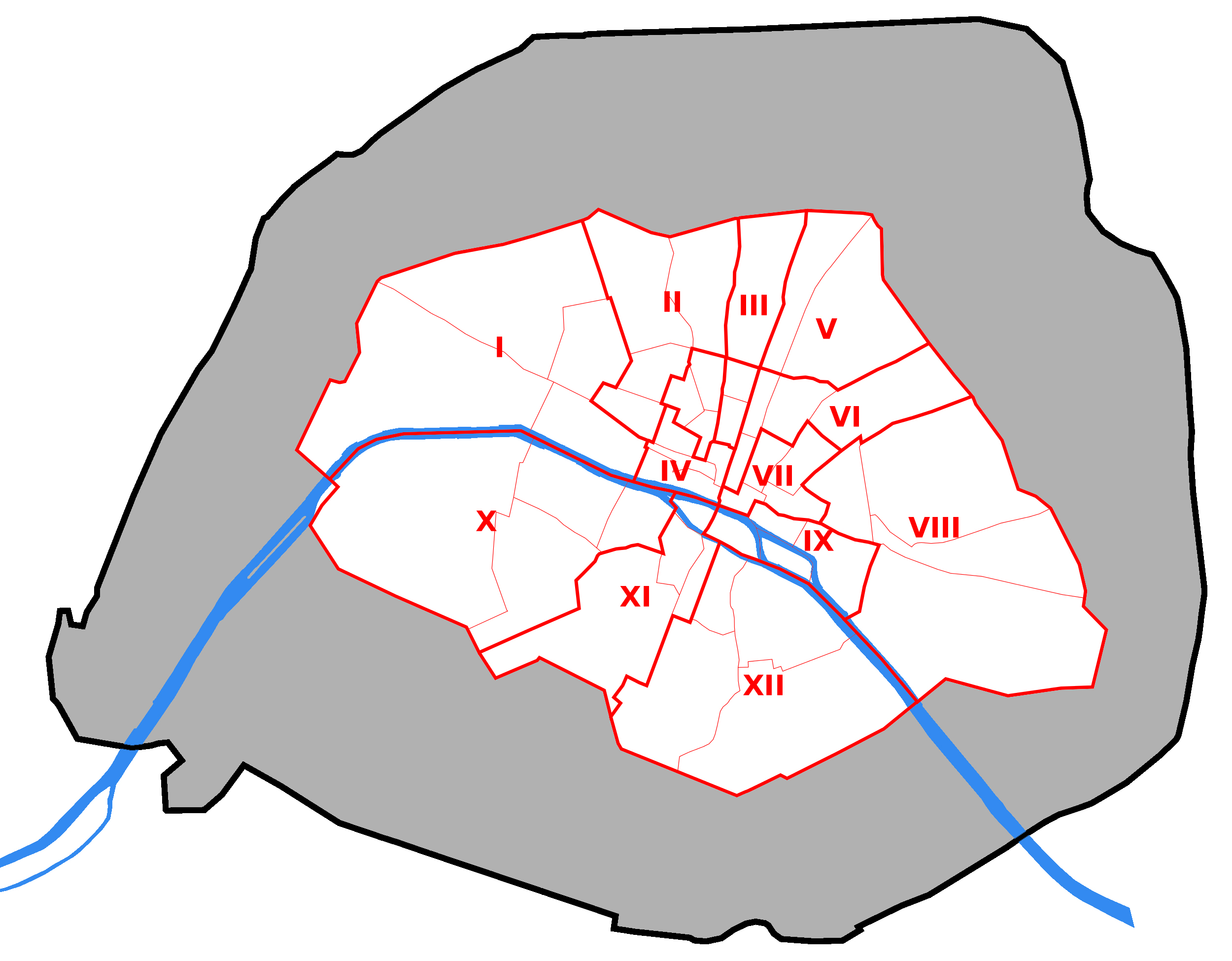
Harta celor douăsprezece arondismente vechi. Zona de culoare gri reprezintă mărimea Parisului după expansiunea din 1860.